# Le Monde englouti (David Wiesner)
Le Monde englouti (titre original : Flotsam) est un livre pour enfant écrit et illustré par l'auteur américain David Wiesner. Sorti en 2006 aux éditions Clarion/Houghton Mifflin pour sa version américaine, il est publié pour sa version francophone la même année aux éditions Circonflexe. 
Ce livre ne comporte aucun texte, le récit étant entièrement porté par les images : un jeune garçon découvre un appareil photo rejeté sur la plage (le mot anglais « flotsam » désigne une épave rejetée par la mer).   
Le Monde englouti a reçu de nombreuses récompenses, notamment la médaille Caldecott en 2007.